# Ueli Gegenschatz
Ueli Gegenschatz dit Spoutnik (3 janvier 1971 - 13 novembre 2009) est un sportif suisse adepte de parapente, parachutisme, sky surf, vol en wingsuit et figure marquante du BASE jump. Il détient le record mondial de la plus longue distance parcourue en wingsuit.

## Biographie
Né dans la région d'Appenzell, en Suisse, Ueli Gegenschatz prend dès 18 ans des leçons de parachute et parapente. En 1995, il participe à la création du Red Bull Acro Team avec le pilote de voltige Hannes Arch et Andreas Hediger.
Il effectue son premier BASE jump en 1997, depuis une falaise d'environ 1 000 mètres en Norvège [réf. souhaitée].
Rejoignant les pionniers du wingsuit (une combinaison ailée inspirée de la morphologie des écureuils volants, il multiplie les sauts spectaculaires (voir liste plus bas) et participe avec Loïc Jean-Albert à l'amélioration du wingsuit.
Il participe à la compétition internationale Powerade Outdoor Games, en 2000, à Interlaken, où il obtient la 4e place avec l'équipe Swiss Rockets, puis aux Nissan Outdoor Games, en 2008, à Chamonix, la première place avec l'équipe Ride the Planet.
Au cours de sa carrière, il comptabilise un total de 1500 sauts, tous modes confondus.
Le mercredi 11 novembre 2009, au cours d'une campagne pour son sponsor Red Bull, il effectue un saut depuis la Sunrise Tower à Zurich (88 m). Une bourrasque soudaine le fait heurter une arête d'un immeuble voisin : il perd le contrôle du vol et heurte violemment le sol. Blessé mais conscient, il s'excuse de ne pas avoir réussi ce saut. Il décède deux jours plus tard à l'hôpital de Zurich des suites de ses blessures. 
Ueli affirmait qu'il avait toujours recherché ce qui s'approchait le plus près possible du rêve humain de voler.

## Record de distance
Lors d'une précédente visite aux îles d'Aran Ueli Gegenschatz s'est dit « impressionné par la beauté du site », raison qui le pousse à choisir ce site pour tenter un vol longue distance en wingsuit.
Après une longue préparation, le 4 juin 2008 il saute d'un avion à une altitude de 4 500 m à la verticale de l'île d'Inis Mór puis traverse la baie de Galway, avec une finesse moyenne de 1:4, pour finalement se poser sur l'aéroport régional du Connemara. 
Il a parcouru 17,6 kilomètres en wingsuit, la plus longue distance planée sans appareil.
Il commente « J'ai bénéficié d'un fort vent arrière ce jour-là, ce qui augmentait mes chances de pouvoir parcourir une longue distance. cela m'a permis d'atteindre une vitesse moyenne de 250 km/h et de réussir la traversée. Je suis content de ne pas avoir dû amerrir en plein océan : les eaux irlandaises sont réputées pour être vraiment froides ! Et puis, ça aurait été dangereux… ».
La vitesse en vol était calculée au moyen d'un GPS fixé au poignet et qui retransmettait ses coordonnées à un ordinateur portable au sol.
La durée du vol a été de 5 min 45 s : à cette occasion, 'Spoutnik' bat de vitesse l'avion de ligne de la compagnie Aer Arann, qui effectue quotidiennement un vol sur le même trajet en sept minutes.

## Quelques sauts marquants
- 2000 : saut à 10 000 mètres avec une bouteille d'oxygène[réf. souhaitée].
- 2000 : premier à sauter en BASE-jump depuis le Pilz, sur la face Nord de l'Eiger.
- 2002 : premier à sauter en BASE-jump depuis le Cervin.
- 2002 : 22 BASE-jumps depuis les tours jumelles Petronas à Kuala Lumpur.
- février 2004 : vol au-dessus du mont Säntis avec Loïc Jean-Albert. Le départ initialement prévu était un BASE-jump depuis l'antenne de radio-télévision installée au sommet, mais le danger que constitue l'intensité des ondes électromagnétiques au contact direct de l'émetteur les pousse à abandonner l'idée et à sauter depuis un Cessna survolant le sommet[6].
- 16 septembre 2005 : BASE-jump depuis les trois sommets voisins Eiger (3 967 m), Mönch (4 107 m), Jungfrau (4 158 m). Ueli Gegenschatz est accompagné du photographe Thomas Ulrich (qui lui, saute en parapente). Les deux hommes choisissent chaque fois le point le plus haut d'où il soit possible de sauter. La performance est remarquée du fait qu'ils ont réalisé l'ascension des trois sommets et les sauts la même journée, en 11 h 45 exactement[7],[8].
- 2007 : premier à sauter en wingsuit de l'Eiger et Jungfrau.
- 2007 : vol au-dessus des cratères en activité des volcans Nevado de Toluca et Popocatépetl au Mexique[9].
- 1er avril 2008 : escalade de nuit de la Tour Eiffel à Paris pour sauter au lever du soleil, atterrissage en parachute sur le Champ de Mars après 2s de chute libre.
- 2009 : sky surf sur l'enveloppe d'un ballon survolant les Alpes en Autriche.
- 2009 : saut en parachute depuis le viaduc Atatürk dans la province de Gaziantep en Turquie. Avec 149,5 mètres le viaduc est le second plus haut d'Europe, et aucun saut n'avait encore été effectué depuis celui-ci. Embarqué comme passager sur une moto, Ueli Gegenschatz saute sur l'un des camions en train de circuler à 75 km/h sur la voie express et grimpe sur son toit, puis saute du toit du camion au moment où celui-ci franchit le viaduc[10].